# Vilafrancat
El Vilafrancat (en occità i en català; en francès Villefranchois) és una comarca històrica d'Occitània, a l'entorn de la bastida de Vilafranca de Roergue. Coincideix en part amb la Tèrrafòrt Roergata.